# Ищейки с Бродвея
«Ищейки с Бродвея» (англ. Bloodhounds Of Broadway) — кинофильм. Экранизация новелл, автор которых — Деймон Раньон. Премьера фильма состоялась сначала 15 мая на Каннском кинофестивале, а затем только в Штатах 3 ноября.
Мадонна исполнила в фильме песню «I Surrender Dear».

## Сюжет
Переплетение нескольких историй, происходящих в канун Нового года. Время действия 1928 год — времена холодного шампанского, частных детективов и певичек баров, знающих все секреты города. Мадонна (Гортензия Хэттуэй по фильму) вместе с Дженнифер Грей (Лавли Лу) играют певичек и танцовщиц того клуба, в котором и происходит основное действие фильма. Бандит Рэгрет (Мэтт Дилон) пытается оставить криминальный бизнес, но дружки не отпускают его, пока он не завершит последнее дельце… Мало ли, что может произойти в канун Нового года…